# Svarttjärnen (Lekvattnets socken, Värmland)
Svarttjärnen är en sjö i Torsby kommun i Värmland och ingår i Göta älvs huvudavrinningsområde.